# P. Huszár Imre Jeromos

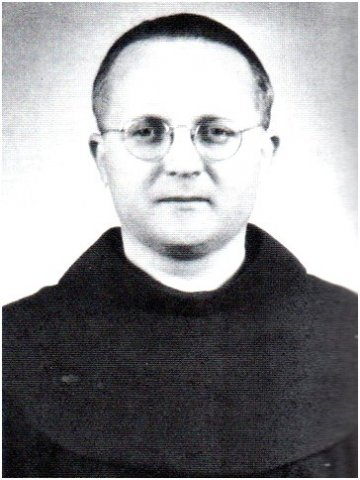
Jeromos atya fiatal szerzetesként

Dr. Huszár Imre P. Jeromos, Huszár I. Jeromos (Egyházasrádóc, 1915. december 2. – Esztergom, 2011. február 26.) ferences szerzetes, pap és lelkipásztor, az esztergomi ferences gimnázium igazgatója és történelem-földrajz szakos tanára. Hitét a XX. század történelmi viharaiban is megőrizte és tanulók generációinak adta át.

## Élete
1915. december 2-án, Egyházasrádócon született, édesanyja tizedik gyermekeként. Édesapja tiszteletben álló gazda volt, ő volt a falu bírója.
Az elemi iskolát szülőfalujában végezte, utána nyolc esztendeig bencés diák volt: négy évig Esztergomban, majd Pápán, itt már ferences rendi növendékként. Búcsúszentlászlón volt novíciusjelölt.
Érettségi után, 1937-ben elöljárói a salzburgi egyetemre küldték, filozófiai tanulmányok végzésére. Itt élte át 1938 márciusában az Anschlusst. Hazakerülése után a Pázmány Péter Egyetem Hittudományi Karán folytatta tanulmányait. 1941. június 8-án szentelte pappá Zadravecz István ferences püspök. Ősszel Szegedre került a Kapisztrán Szent János nevét viselő ferences rendtartomány kolostorába, s kitüntetéssel doktorált 1943-ban a szegedi egyetemen.
1944 szeptemberében Esztergomban prefektus lett, történelmet és földrajzot tanított. Felsősegesden volt lelkipásztor, amikor 1950. június 10-én elhurcolták a szerzeteseket. Őt is Jászberénybe vitték. Az iskolák államosítása után nyolc katolikus gimnázium maradt meg. Jeromos atya az esztergomi gimnáziumba került 1950 szeptemberében. Azon néhány ferences tanárok egyike volt, aki vállalta a további tanítást, és jelentős szerepe volt abban, hogy az iskola fennmaradt és napjainkig is működik. 1965-től 1974-ig a gimnázium igazgatója volt.
Jeromos atya az 1990-es tanév végéig oktatott. Március 15-én Pro Urbe Esztergom-díjjal tüntették ki a fiatalok körében végzett közösségi tevékenységének elismeréséül, az oktatási miniszter pedig Eötvös-díjjal ismerte el munkásságát.
1991-től a zalaegerszegi rendházba került, és a plébánia lelkipásztora lett. A Zalai Hírlapban heti rendszerességgel jelentek meg írásai. 2006-ban itt ünnepelte vasmiséjét. Amikor már nem tudta ellátni lelkipásztori feladatait, az esztergomi rendházba vonult vissza és itt halt meg 2011. február 26-án, 70 év papi szolgálat után. Az esztergomi ferences kriptában temették el.

### Emlékezések Jeromos atyáról
Dr. Gyimesi Endrének, Zalaegerszeg akkori polgármesterének szavai 2003-ban, Az év zalai embere-díj átadásán: 
„Jeromos atya egyenes tekintete és szelíd mosolya hittanosok százai számára mutat példát. Tudása, írásai ezrek számára nyújtanak támpontot hitbéli kérdésekben. Legjobban mégis azért szeretjük, mert számunkra ő a szerzetes. Egy, a lelkünkben élő idea megtestesülése. A jó ember.”

## Elismerések
- Pro Urbe Esztergom-díj,  2001
- Eötvös József-díj,  2001
- Az év zalai embere, 2003

## Művei
- Dr.  Huszár Imre P. Jeromos: Az esztergomi ferences gimnázium története
- P. Huszár I. Jeromos: P. Albach J. Szaniszló O.F.M. (1795–1853); Kiadja a Ferences Tartományfőnökség, Szeged, 1944. 91. p.